# Gebiete bei Unterensingen und Zizishausen
Das Landschaftsschutzgebiet Gebiete bei Unterensingen und Zizishausen ist ein mit Verordnung der Unteren Naturschutzbehörde beim Landratsamt Esslingen vom 25. März 1985 ausgewiesenes Landschaftsschutzgebiet (LSG-Nummer 1.16.030) auf dem Gebiet der Stadt Nürtingen und der Gemeinden Köngen, Oberboihingen und Unterensingen.

## Lage und Beschreibung

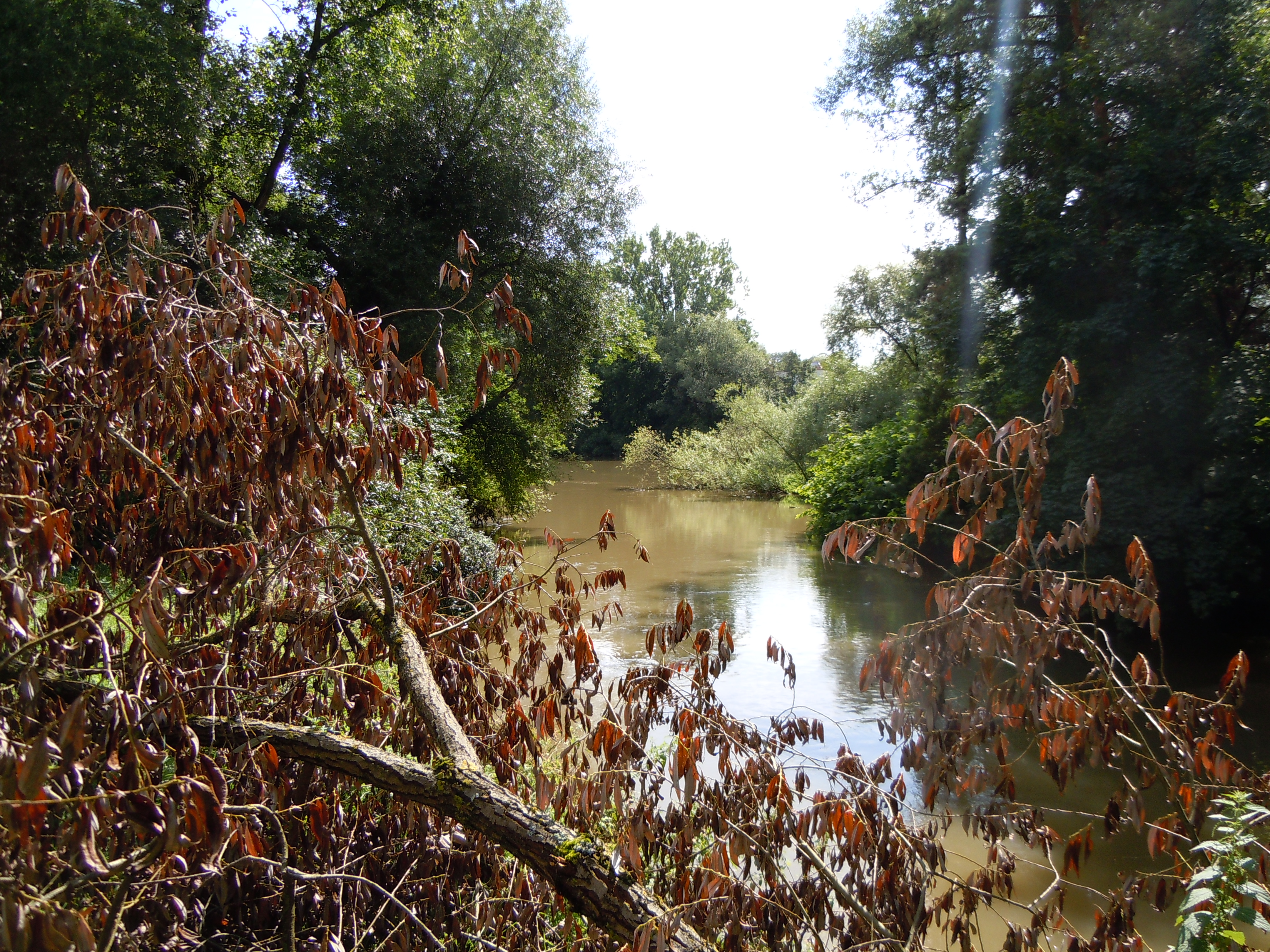
Hummelkanal, Neckarinsel rechts

Das 457 Hektar große Gebiet liegt bei Unterensingen sowie bei den Nürtinger Stadtteilen Oberensingen und Zizishausen. Die Naturschutzgebiete Am Rank (Röhmsee) und Grienwiesen (Schülesee) liegen in unmittelbarer Nähe. Das Schutzgebiet gehört naturräumlich zum Mittleren Albvorland.
Das Schutzgebiet besteht aus vier Teilgebieten, die Landschaftsräume sind durch die Teilung räumlich getrennt. Es besteht kein Zusammenhang zwischen den Bereichen oberhalb von Unterensingen und dem Neckartal mit der Insel bei der Unterensinger Mühle.

## Schutzzweck
Wesentlicher Schutzzweck ist gemäß Schutzgebietsverordnung die
- die Erhaltung als Naherholungsgebiet in seinem Erholungswert sowie in seinem landschaftlichen Reiz für die Allgemeinheit,
- die Erhaltung der Vielfalt und natürlichen Eigenart dieser Landschaft, insbesondere die Erhaltung der landschaftsprägenden Bachläufe, Wiesenauen und Streuobstgebiete und
- die Erhaltung von Freiräumen im Verdichtungsraum und die Erhaltung eines natürlichen Lebensraumes für Pflanzen und Tiere.